# Mandolina (utensilio)

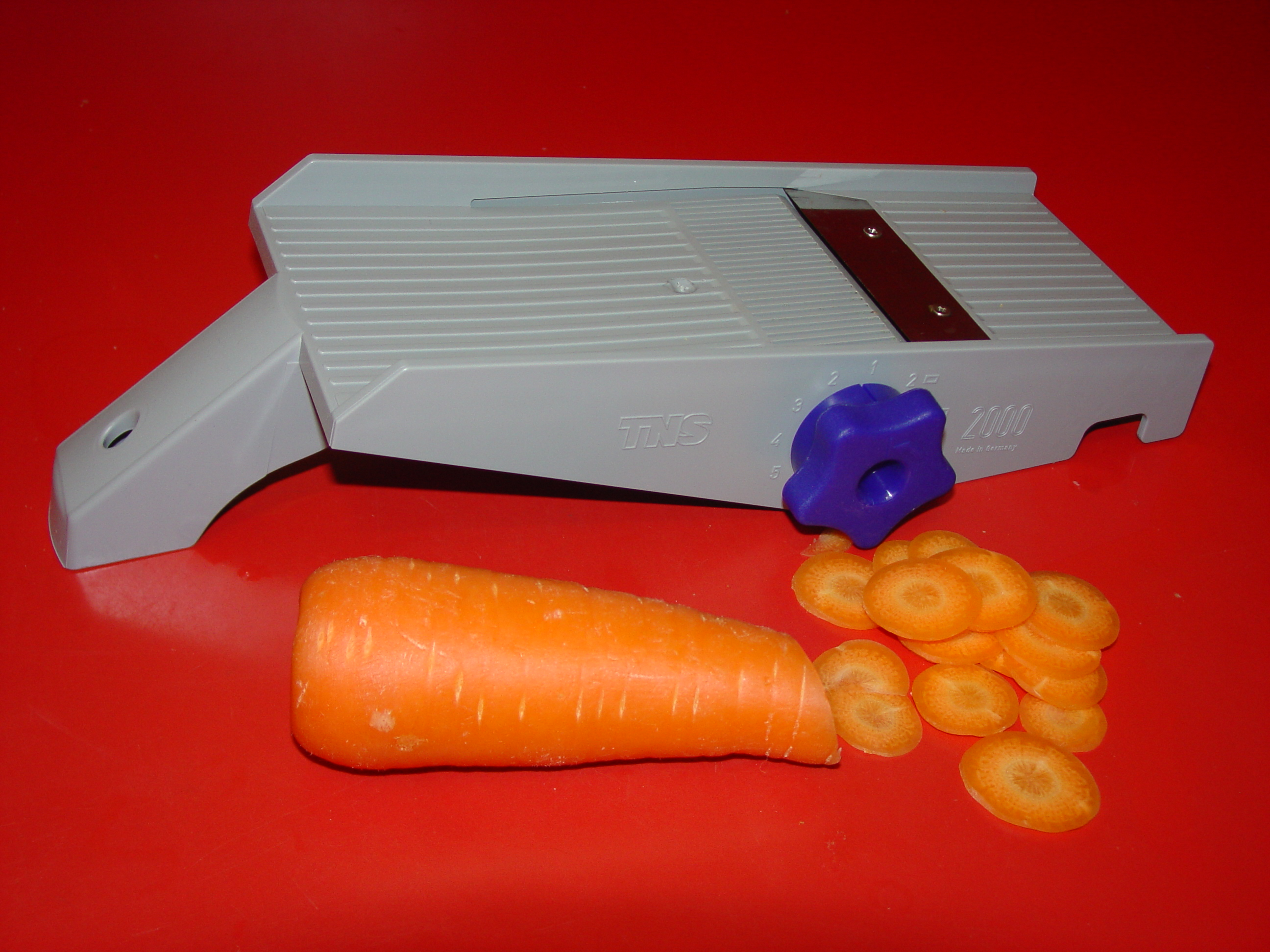
Mandolina moderna de grosor ajustable

Una mandolina es un utensilio de cocina que sirve para hacer rodajas de grosor uniforme. Con una mandolina se obtienen rodajas o tiras del mismo grosor, lo que ayuda a obtener un punto de cocción uniforme y una presentación más cuidada del plato. Se pueden lograr rebanadas muy delgadas, más rápido y con menos esfuerzo que con un cuchillo.

## Funcionamiento

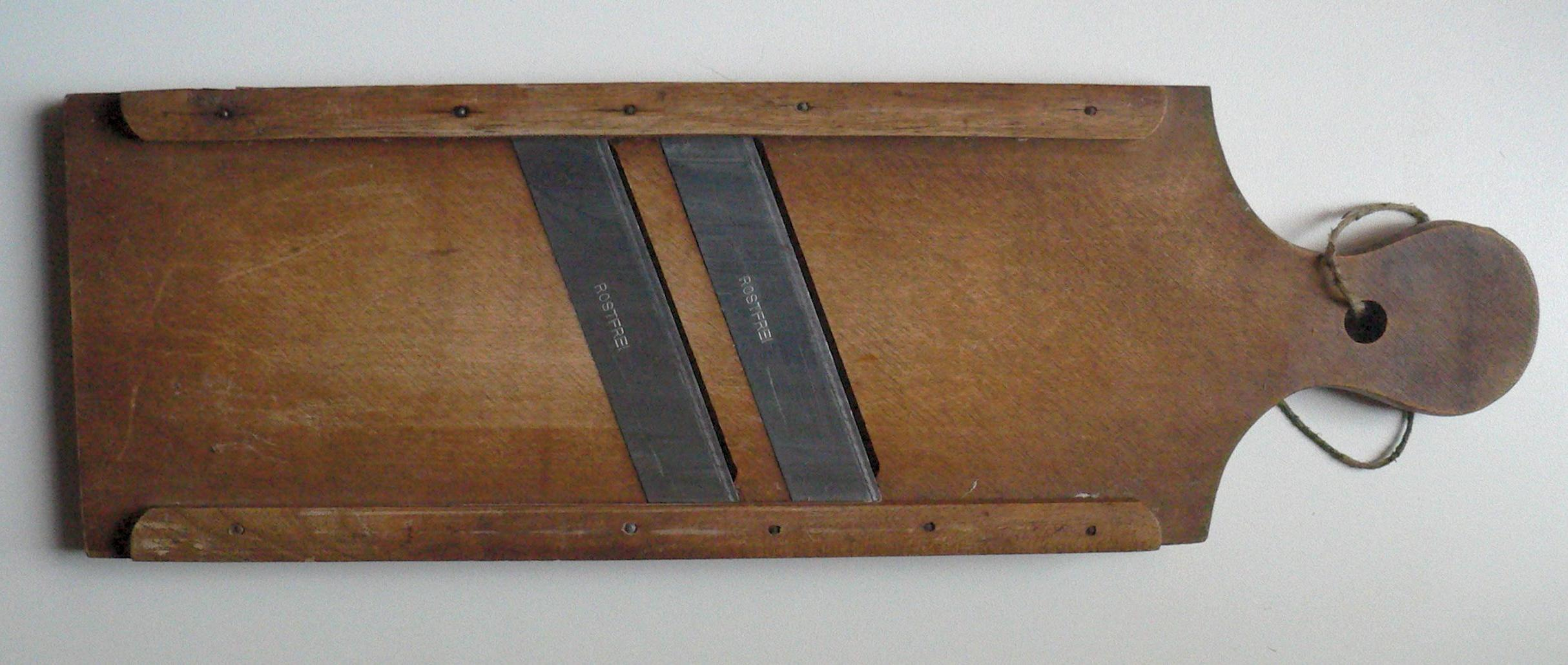
Cortadora de verduras de madera

El aparato tiene dos piezas que se deslizan entre sí. Sobre la superficie fija se montan una o dos cuchillas que pueden ajustarse para cortar diferentes grosores. El alimento se sujeta con la pieza móvil, a la que se imprime un movimiento de vaivén. En cada paso por la cuchilla se obtiene una rodaja.
Hay modelos que permiten cortar el alimento en tiras mediante cuchillas perpendiculares a la principal, o con una combinación de cuchillas de diferentes secciones. Los modelos que montan cuchillas de sección ondulada pueden cortar en cubos girando la rebanada 90°.

## Riesgos
Como todos los utensilios de corte, la mandolina debe manipularse con cuidado para evitar cortarse los dedos. Para apurar los extremos es preferible emplear un protector de dedos.